# Katedrála Notre-Dame (Štrasburk)
Katedrála Panny Marie ve Štrasburku, uváděná též jako katedrála Notre-Dame (francouzsky Cathédrale Notre-Dame de Strasbourg, německy Straßburger Münster) je římskokatolická katedrála ve francouzském Štrasburku. Je jedním z nejlepších příkladů vrcholně gotické architektury. 

## Historie
Výstavba katedrály probíhala v letech 1015–1439. Byla postavena na místě dřívější římského chrámu. Hlavní podíl na architektonické podobě měl stavitel Erwin von Steinbach, který zde působil mezi lety 1277–1318. Ačkoli dnes leží katedrála na francouzském území, architektonicky náleží do tradice německého gotického stavitelství. Je vystavěna z červenohnědého pískovce z Vogéz.
Se svými 142 metry byla mezi lety 1625 a 1847 nejvyšší budovou na světě. Až do roku 1880, kdy byla překonána katedrálou v Kolíně nad Rýnem, ale stále držela pozici nejvyššího kostela na světě. Dnes je na šestém místě.
V letech 1769 až 1789 zde působil jako kapelník český skladatel František Xaver Richter.

## Galerie

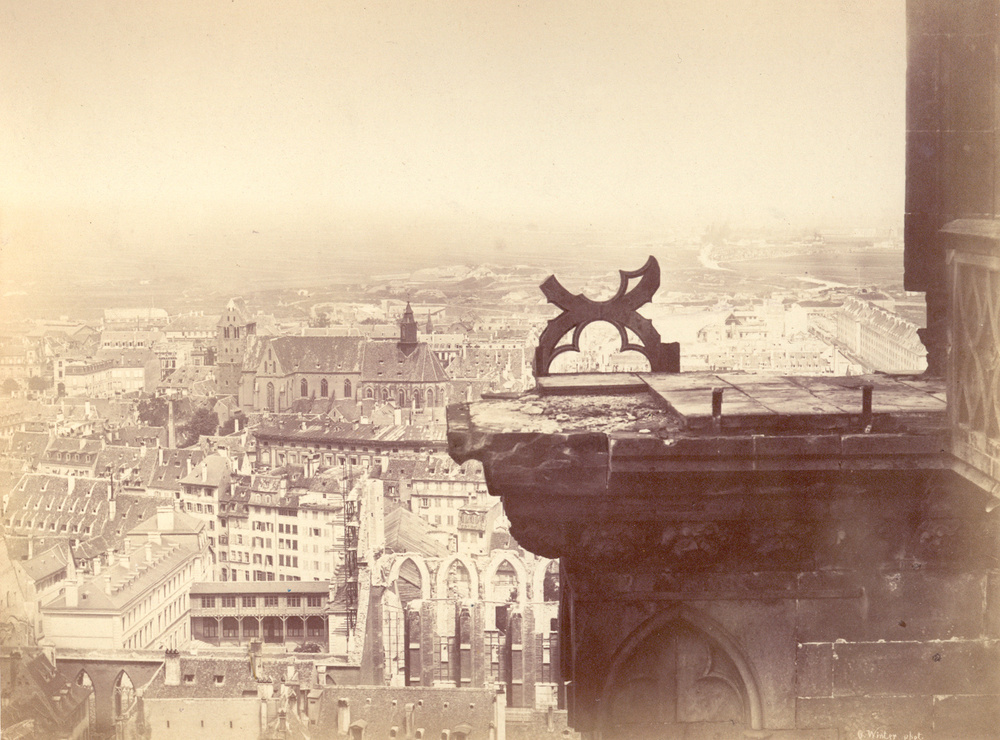
Charles David Winter: Poškozená katedrála Notre-Dame po bombardování v roce 1870
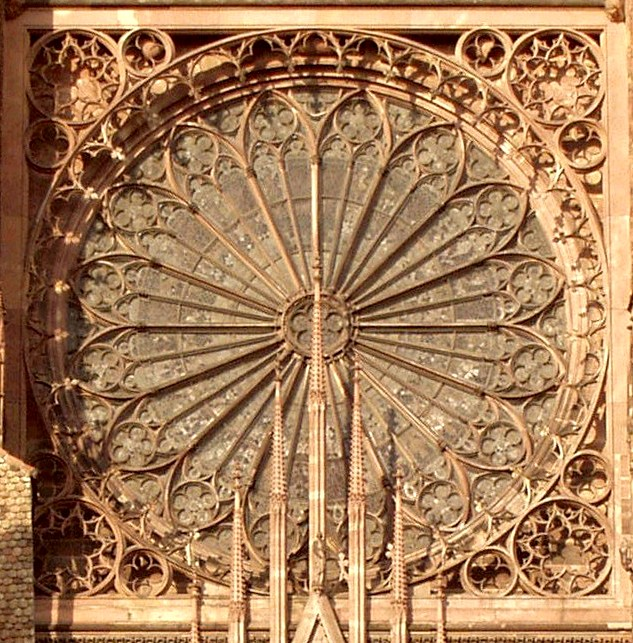
Detail rozety
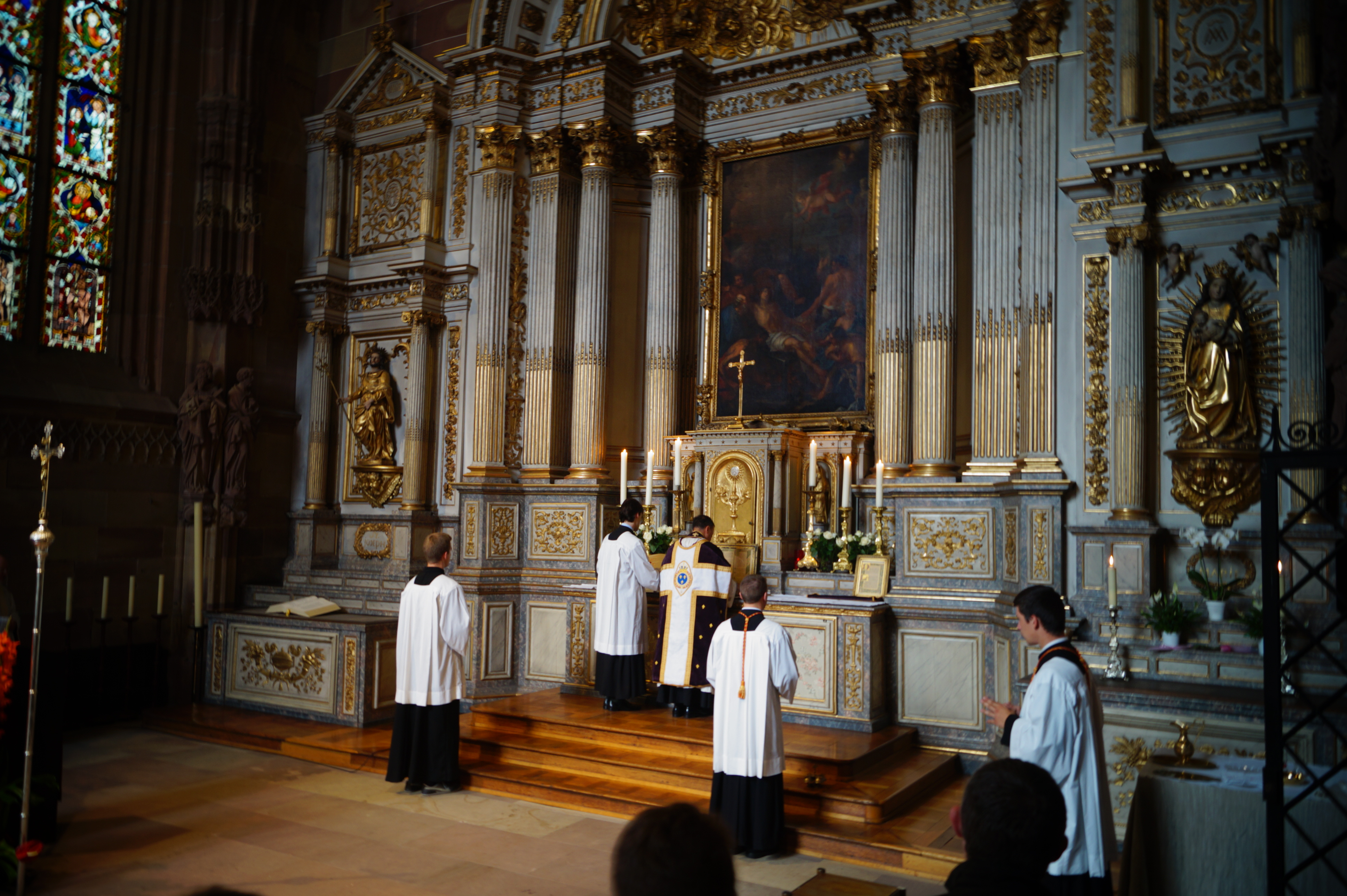
Tridentská mše v katedrále